# Lichtkinetisches Objekt
Lichtkinetisches Objekt ist ein Kunstwerk im öffentlichen Raum im Kieler Stadtteil Damperhof, welches auch als Licht wird Objekt bekannt ist und Olympia-Spirale genannt wird. Die Freiplastik ist das Werk von Hermann Goepfert und Johannes Peter Hölzinger aus dem Jahr 1971 und steht auf der Liste der Kulturdenkmale. Das Objekt wurde von der Sparkasse Kiel aus Anlass der Olympischen Sommerspiele 1972 in Auftrag gegeben und nimmt Bezug auf das Logo der Spiele.
Das begehbare Kunstwerk besteht aus vielen hochglänzenden Elementen aus Edelstahl, die drei spiralförmige, ansteigende Linien bilden. Einfallendes Licht wird in alle Richtungen reflektiert. Die mittlere Spirale reicht ungefähr acht Meter hoch und hat senkrechte Lamellen, die vom Wind bewegt werden und so den Effekt verstärken. 

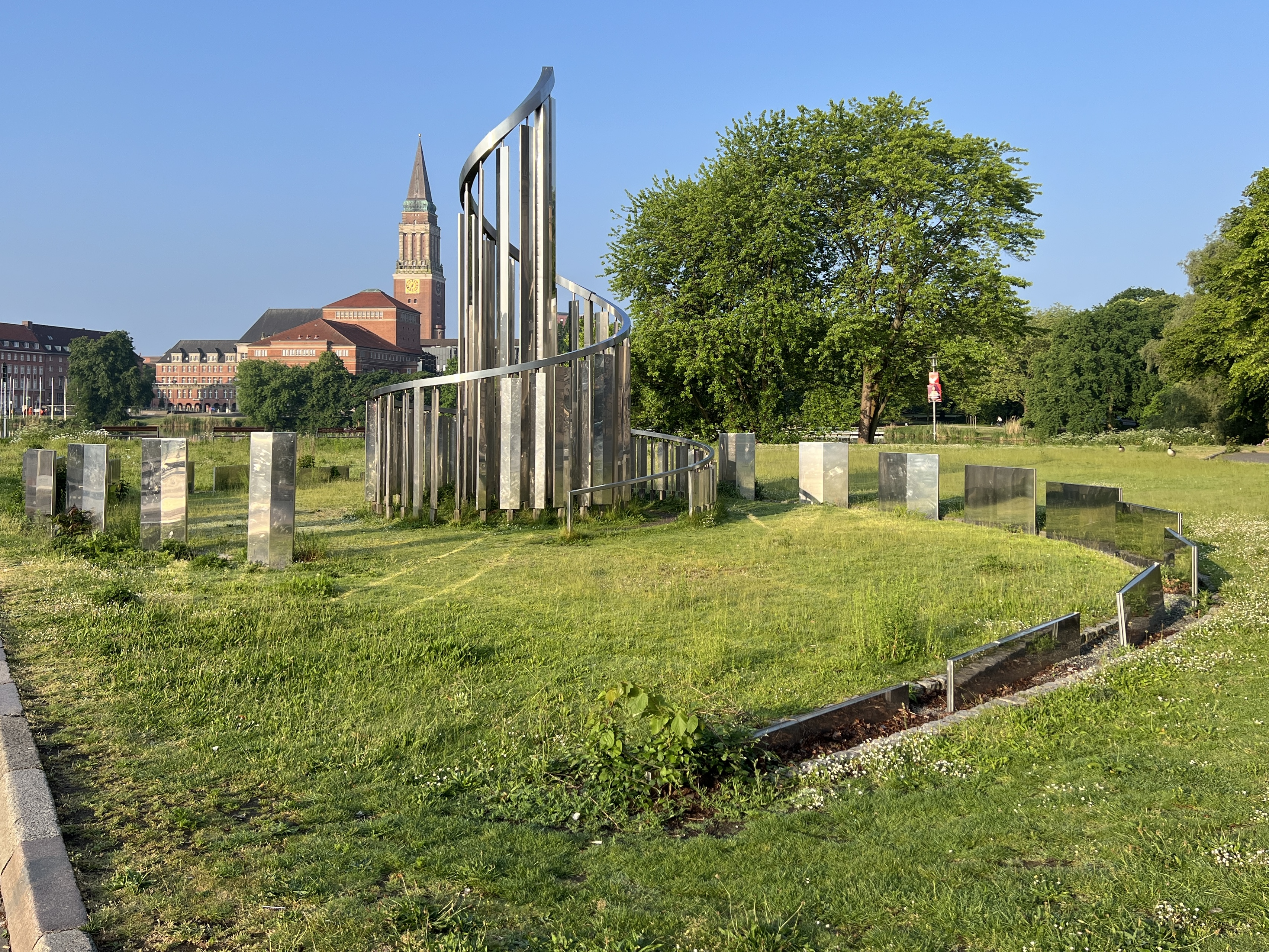
Das Lichtkinetische Objekt im Mai 2024
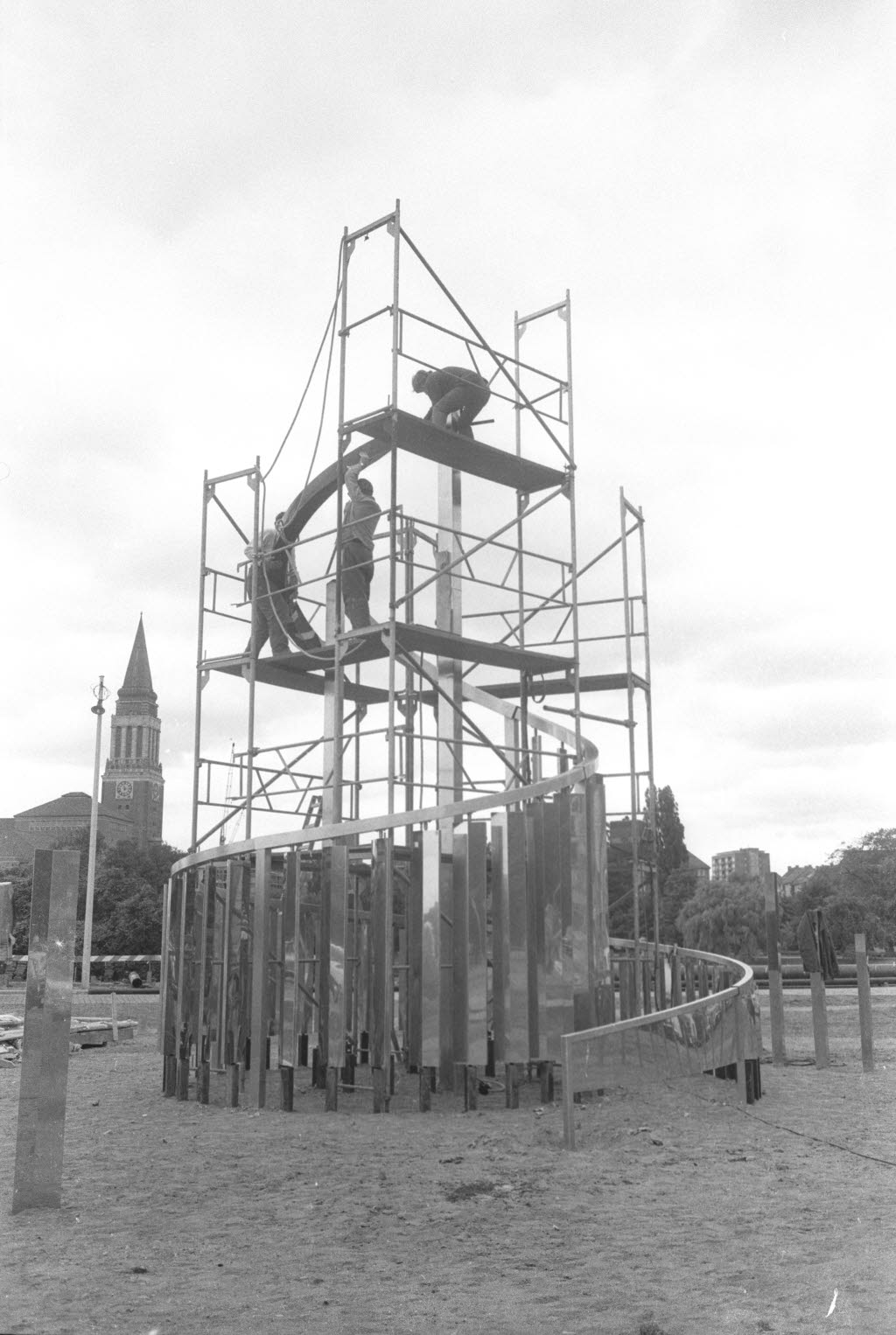
Bau der Spirale im Juli 1971
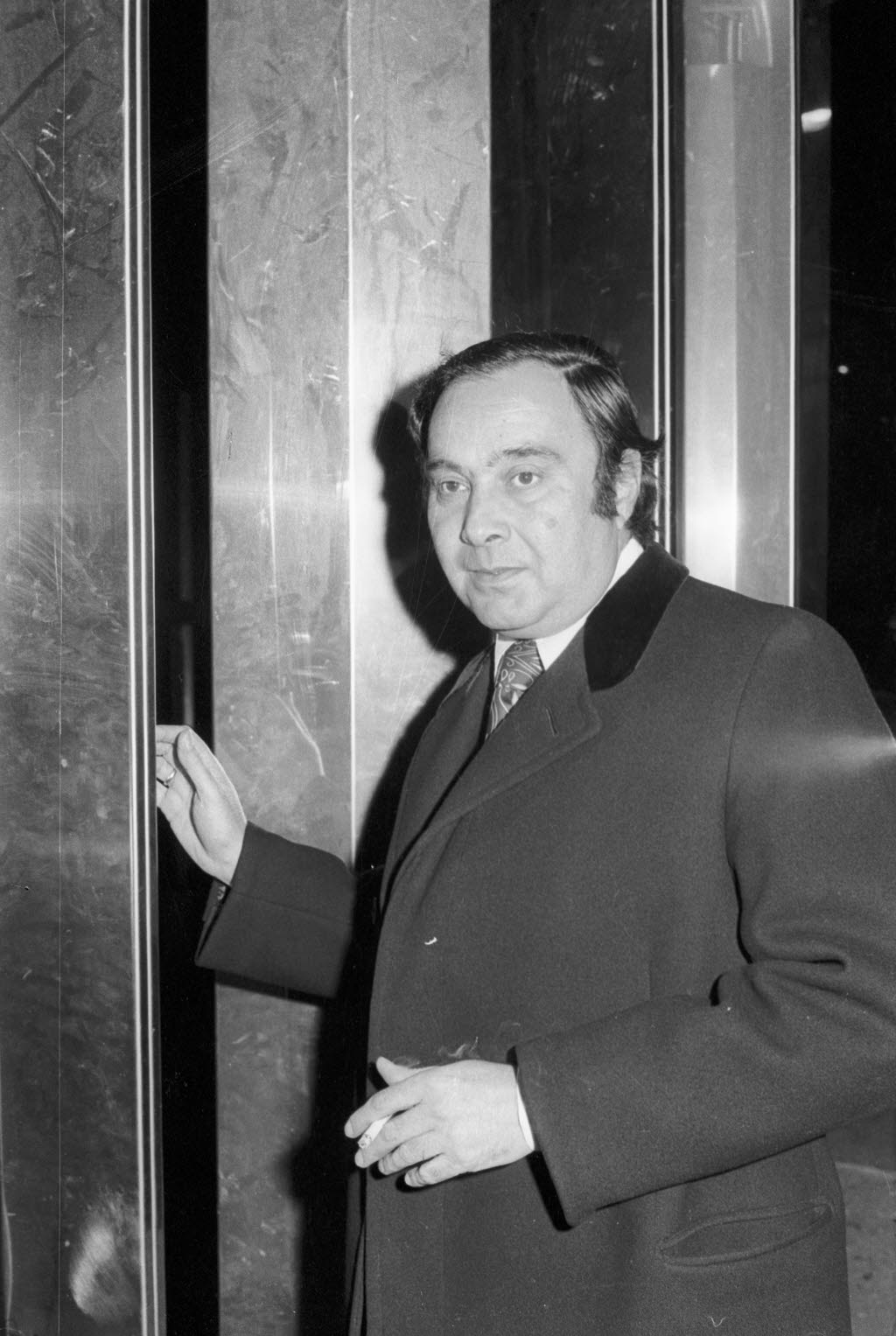
Hermann Goepfert vor dem Objekt im November 1971
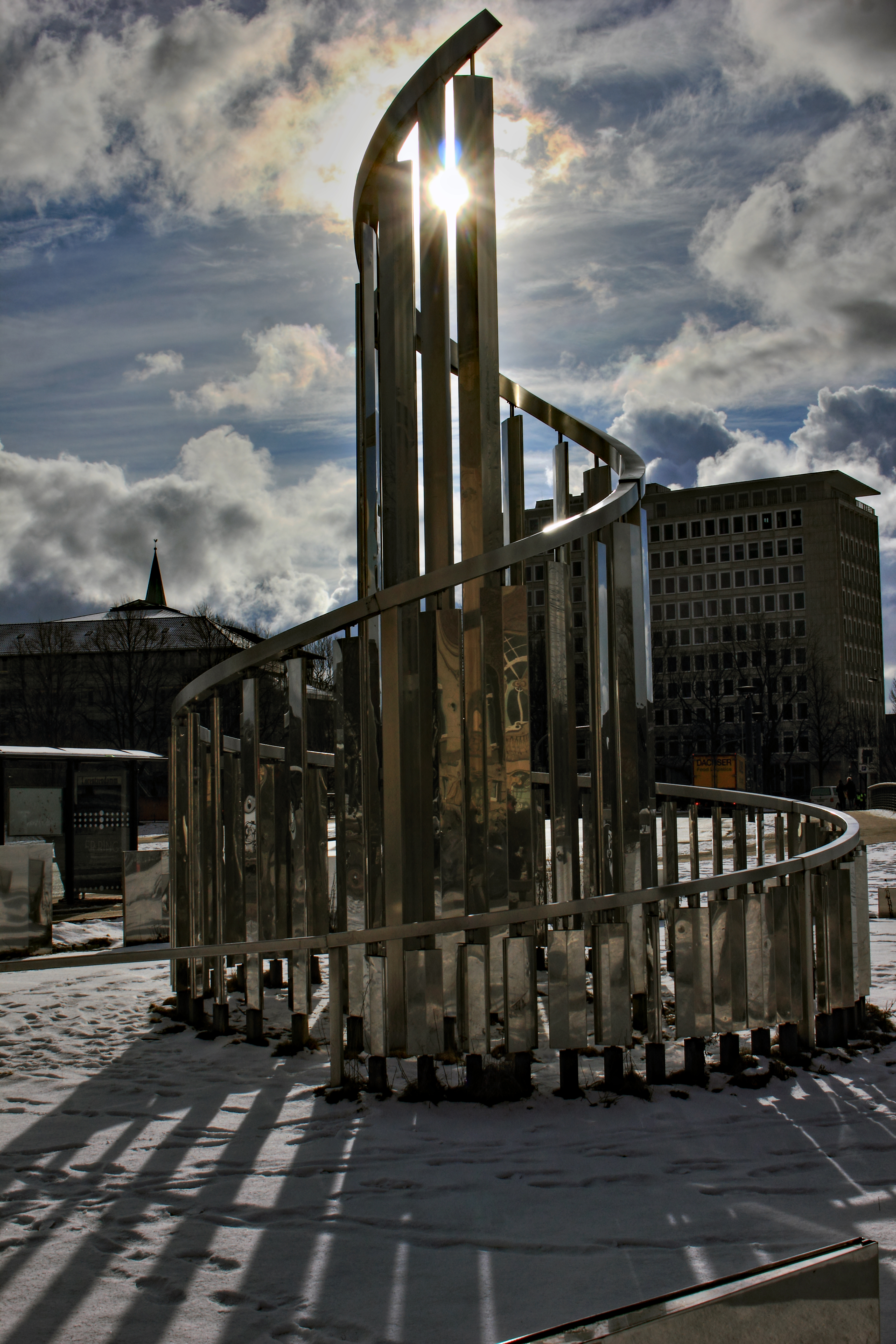
Skulptur im Gegenlicht 2018
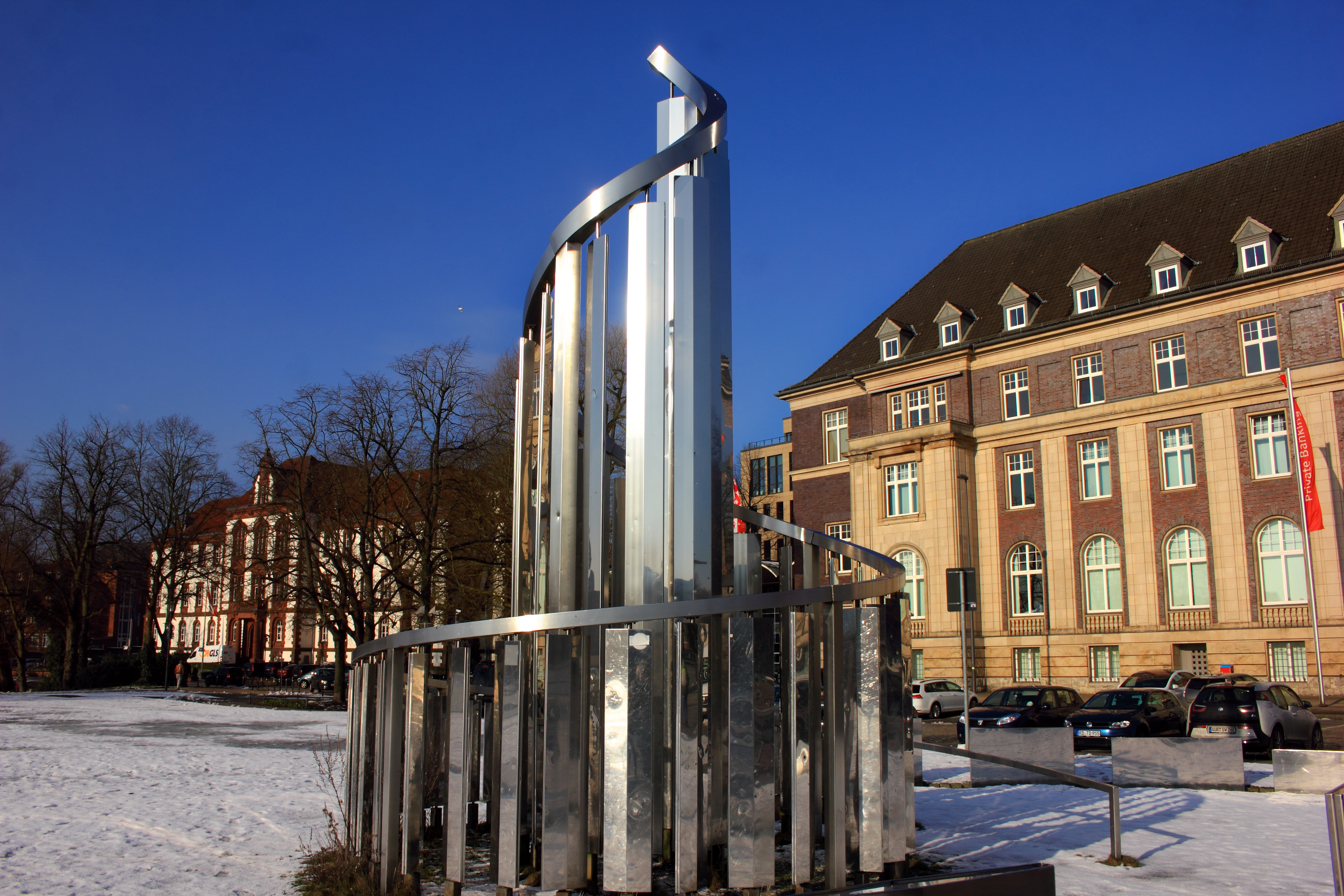
Das Werk vor dem Sparkassengebäude 2018